# Eugene Hütz

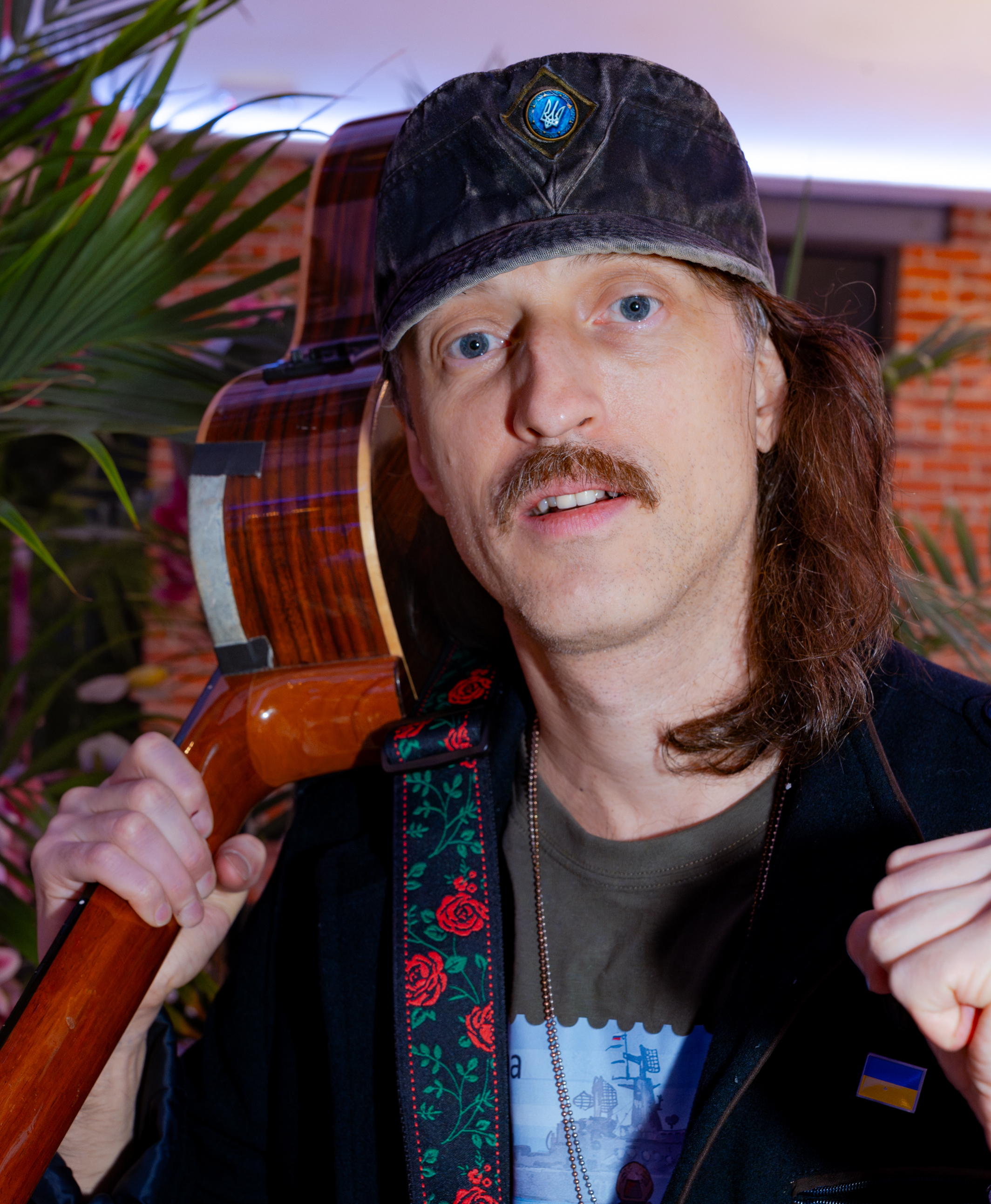
Eugene Hütz (2023)

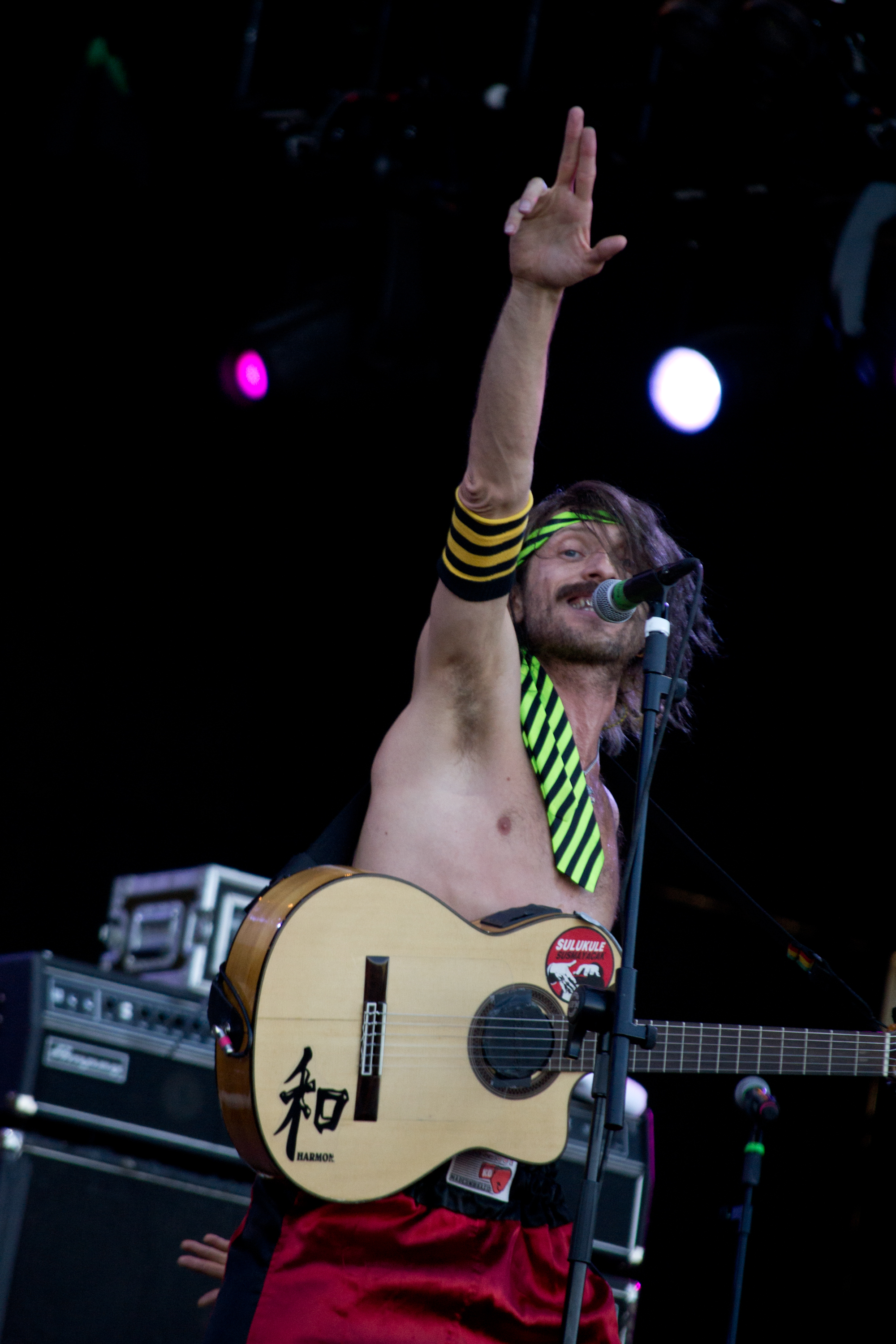
Eugene Hütz auf dem Rock in Rio Madrid 2012.

Eugene Hütz (* 6. September 1972 in Bojarka, Oblast Kiew, Ukrainische SSR; bürgerlicher Name: ukrainisch Євген Олександрович Ніколаєв, transkribiert Jewhen Oleksandrowitsch Nikolajew, russisch Евге́ний Алекса́ндрович Никола́ев Jewgenij Alexandrowitsch Nikolajew) ist ein US-amerikanischer Musiker und Schauspieler mit russisch-ukrainischen und Roma-Wurzeln.

## Leben
Eugene Hütz wuchs in der Ukraine auf. Sein Vater war Russe, seine Mutter eine Ukrainerin mit Servitka-Roma-Wurzeln. Nach der Katastrophe von Tschernobyl emigrierten seine Eltern mit ihm. Sie lebten zunächst in Flüchtlingslagern in Polen, Ungarn, Österreich und Italien. Erst hier erfuhr Hütz von seiner Roma-Herkunft, die die Familie verborgen hatte, solange sie in der Ukraine lebte. Danach übersiedelten sie nach Vermont in den Vereinigten Staaten. Später zog er nach New York, wo er den Mädchennamen seiner Mutter (Hütz) annahm und Sänger und Gitarrist der Gypsy-Punk-Band Gogol Bordello wurde. Hütz trat in den Spielfilmen Alles ist erleuchtet, Kill Your Darlings und Kill Your Idols sowie in Madonnas Filth and Wisdom auf. Eugene Hütz ist außerdem DJ im New Yorker Club Mehanata.

## Veröffentlichungen

### Musik
Mit Gogol Bordello
Alben
- 1999: Voi-La Intruder
- 2003: Multi Kontra Culti vs. Irony
- 2004: Gogol Bordello v.s. Tamir Muskat - J.U.F.
- 2005: East Infection
- 2005: Gypsy Punks. Underdog World Strike
- 2007: Super Taranta
- 2009: Live from Axis Mundi
- 2010: Trans-Continental Hustle
- 2013: Pura Vida Conspiracy
- 2017: Seekers And Finders
- 2022: Solidaritine

Singles
- 2001: When The Trickster Starts A-Pokin
- 2005: Start Wearing Purple
- 2006: Not a Crime
- 2007: Wonderlust King

### Filme
- 2004: Kill Your Idols (Film)
- 2004: Kill Your Darlings
- 2005: Alles ist erleuchtet
- 2008: Filth and Wisdom
- 2008: The Pied Piper of Hutzovina